# West Peavine
West Peavine è un census-designated place (CDP) degli Stati Uniti d'America, situato nello stato dell'Oklahoma, nella contea di Adair.